# Список заслуженных мастеров спорта России по хоккею с мячом
Звание «заслуженный мастер спорта России» учреждено в 1992 году; первым заслуженным мастером спорта России по хоккею с мячом стал в 1993 году Александр Сивков.

## Список

### 1993
- Сивков, Александр Евгеньевич (1952; Свердловская обл.) — чемпион мира 1975, 1979

### 1998
- Коровин, Владимир Васильевич (1950; Республика Коми) — чемпион мира 1971, 1973

### 1999
Звание были удостоены 13 игроков сборной России, в 1999 году впервые ставшей чемпионом мира — все, кроме 4 игроков, уже имевших звание «заслуженный мастер спорта СССР» (И. Гапанович, В. Грачёв, М. Потешкин, В. Шакалин).
- Залетаев, Константин Александрович (1969—2007; Московская обл.; «Каликс», Швеция) — чемпион мира 1991, 1999, серебряный призёр ЧМ 1995, 1997
- Золотарёв, Андрей Иванович (1971; «Водник», Архангельск) — чемпион мира 1999
- Логинов, Юрий Алексеевич (1967; «Ракета», Казань) — чемпион мира 1999, серебряный призёр ЧМ 1997
- Обухов, Сергей Геннадьевич (1974; Кировская обл.; «Фалун», Швеция) — чемпион мира 1999, серебряный призёр ЧМ 1995, 1997
- Погребной, Юрий Леонидович (1978; «Водник», Архангельск) — чемпион мира 1999
- Рябов, Вячеслав Геннадьевич (1969; «Старт», Нижний Новгород) — чемпион мира 1999, серебряный призёр ЧМ 1997
- Свешников, Михаил Олегович (1973; Москва; «Юсдаль БК», Швеция) — чемпион мира 1999, серебряный призёр ЧМ 1995, 1997
- Стук, Андрей Владимирович (1971; «Водник», Архангельск) — чемпион мира 1999
- Франц, Павел Яковлевич (1968; Республика Коми; «Венерсборг», Швеция) — чемпион мира 1991, 1999, серебряный призёр ЧМ 1995, 1997
- Хандаев, Ильяс Игоревич (1970; «Водник», Архангельск) — чемпион мира 1999, серебряный призёр ЧМ 1993
- Чубинский, Олег Александрович (1972; «Старт», Нижний Новгород) — чемпион мира 1999
- Швецов, Евгений Иванович (1978; «Енисей», Красноярск) — чемпион мира 1999
- Ярович, Николай Викторович (1968; «Водник», Архангельск) — чемпион мира 1991, 1999, серебряный призёр ЧМ 1993, 1995, 1997

### 2002
Звание были удостоены 3 игрока, ставшие в составе сборной России чемпионами мира, а в составе красноярского «Енисея» — обладателями Кубка европейских чемпионов 2001 года.
- Ломанов, Сергей Сергеевич (1980) — чемпион мира 2001
- Максимов, Иван Иванович (1973) — чемпион мира 2001
- Щеглов, Алексей Геннадьевич (1975) — чемпион мира 2001

Из остальных чемпионов мира 2001 года звание уже имели 9 игроков (один из них — ЗМС СССР), 3 игрока получили звание в 2004 и 2006 годах; не получил звание А. Баландин.

### 2004
Звание были удостоены 3 игрока, ставшие в составе архангельского «Водника» обладателями Кубка европейских чемпионов 2002—2004 года, Кубка мира 2003 и 2004 годов.
- Трифонов, Эдуард Николаевич (1966)
- Тюкавин, Александр Васильевич (1975) — чемпион мира 2001, серебряный призёр ЧМ 2003, бронзовый призёр ЧМ 2004
- Хайдаров, Олег Радикович (1975) — серебряный призёр ЧМ 1997

### 2006
Звание были удостоены 8 игроков сборной России, в 2006 году после 5-летнего перерыва вновь ставшей чемпионом мира; остальные 9 игроков звание уже имели.
- Викулин, Юрий Игоревич (1986; «Енисей», Красноярск) — чемпион мира 2006
- Гейзель, Роман Юрьевич (1981; «Кузбасс», Кемерово) — чемпион мира 2006, серебряный призёр ЧМ 2005
- Иванушкин, Евгений Александрович (1979; «Динамо», Москва) — чемпион мира 2006, серебряный призёр ЧМ 2005
- Савельев, Дмитрий Олегович (1979; «Динамо», Москва) — чемпион мира 2006, серебряный призёр ЧМ 2005, бронзовый призёр ЧМ 2004
- Сапега, Александр Владимирович (1980; «Кузбасс», Кемерово) — чемпион мира 2006
- Чермных, Максим Владимирович (1976; «Динамо», Москва) — чемпион мира 2001, 2006, серебряный призёр ЧМ 2003, 2005
- Чижов, Алексей Сергеевич (1982; «Кузбасс», Кемерово) — чемпион мира 2006
- Шамсутов, Ринат Сагитьянович (1973; «Динамо», Москва) — чемпион мира 2001, 2006, серебряный призёр ЧМ 1997, 2003, 2005

### 2008
- Хвалько, Кирилл Михайлович (1976; «Динамо», Москва) — чемпион мира 2007, 2008

### 2013
8 октября
- Булатов, Павел Леонидович (1983; Кемеровская обл.[прим 1]; «Динамо», Москва) — чемпион мира 2008, 2011, 2013, серебряный призёр ЧМ 2009, 2010, 2012
- Рязанцев, Павел Алексеевич (1981; «Динамо», Москва) — чемпион мира 2007, 2011, 2013, серебряный призёр ЧМ 2009, 2010, 2012

### 2014
6 октября
- Джусоев, Алан Адамович (1992; «Енисей», Красноярск) — чемпион мира 2013, 2014, серебряный призёр ЧМ 2012

### 2015
20 июля
- Черных, Роман Сергеевич (1984; «Енисей», Красноярск) — чемпион мира 2013—2015, серебряный призёр ЧМ 2010

5 августа
- Шабуров, Сергей Леонидович (1978; Москва[прим 1]; «Динамо», Казань) — чемпион мира 2011, 2013—2015, серебряный призёр ЧМ 2005, 2009, 2012

28 октября
- Грановский, Василий Константинович (1985; Хабаровский край[прим 1]; «Динамо», Москва) — чемпион мира 2007, 2011, 2015, серебряный призёр ЧМ 2012
- Захаров, Пётр Вадимович (1982; «Зоркий», Красногорск) — чемпион мира 2011, 2013—2015, серебряный призёр ЧМ 2010
- Ишкельдин, Максим Витальевич (1990; «Зоркий», Красногорск) — чемпион мира 2013—2015, серебряный призёр ЧМ 2012

### 2016
28 июня
- Рысев, Денис Юрьевич (1986; «Байкал-Энергия», Иркутск) — чемпион мира 2014—2016

12 сентября
- Дергаев, Евгений Александрович (1988; «Водник», Архангельск) — чемпион мира 2015, 2016